# Mourioux-Vieilleville
Mourioux-Vieilleville település Franciaországban, Creuse megyében. Lakosainak száma 523 fő (2022. január 1.). Mourioux-Vieilleville Bénévent-l’Abbaye, Arrènes, Aulon, Ceyroux, Châtelus-le-Marcheix, Le Grand-Bourg és Marsac községekkel határos.

## Népesség
A település népességének változása:
| Lakosok száma | 941  | 719  | 629  | 580  | 490  | 505  | 514  | 516  | 518  | 523  |
|               | 1968 | 1982 | 1990 | 2006 | 2013 | 2015 | 2017 | 2019 | 2020 | 2022 |